# Lenomys
Lenomys — рід гризунів, ендемік Сулавесі. Він містить живого гігантського пацюка Lenomys meyeri і вимерлого Lenomys grovesi.